# Torneo di Wimbledon 1984
Il Torneo di Wimbledon 1984 è stata la 98ª edizione del Torneo di Wimbledon e seconda prova stagionale dello Slam per il 1984. Si è giocato sui campi in erba dell'All England Lawn Tennis and Croquet Club di Wimbledon a Londra, in Gran Bretagna, dal 25 giugno all'8 luglio 1984.

## Risultati

### Singolare maschile
John McEnroe ha battuto in finale  Jimmy Connors con il punteggio di 6–1, 6–1, 6–2.

### Singolare femminile
Martina Navrátilová ha battuto in finale  Chris Evert con il punteggio di 7–6(5), 6–2.

### Doppio maschile
Peter Fleming /  John McEnroe hanno battuto in finale  Pat Cash /  Paul McNamee con il punteggio di 6–2, 5–7, 6–2, 3–6, 6–3.

### Doppio femminile
Martina Navrátilová /  Pam Shriver hanno battuto in finale  Kathy Jordan /  Anne Smith con il punteggio di 6–3, 6–4.

### Doppio misto
Wendy Turnbull /  John Lloyd hanno battuto in finale  Kathy Jordan /  Steve Denton con il punteggio di 6–3, 6–3.

## Junior

### Singolare ragazzi
Mark Kratzmann ha battuto in finale  Stefan Kruger con il punteggio di 6–4, 4–6, 6–3.

### Singolare ragazze
Annabel Croft ha battuto in finale  Elna Reinach con il punteggio di 3–6, 6–3, 6–2.

### Doppio ragazzi
Ricky Brown /  Robbie Weiss hanno battuto in finale  Mark Kratzmann /  Jonas Svensson con il punteggio di 1–6, 6–4, 11–9.

### Doppio ragazze
Caroline Kuhlman /  Stephanie Rehe hanno battuto in finale  Viktoria Milvidskaya /  Larisa Neiland con il punteggio di 6–3, 5–7, 6–4.